# Frontenaud
Frontenaud és un municipi francès, situat al departament de Saona i Loira i a la regió de Borgonya - Franc Comtat. L'any 2007 tenia 723 habitants.

## Demografia

### Població
El 2007 la població de fet de Frontenaud era de 723 persones. Hi havia 266 famílies, de les quals 78 eren unipersonals (31 homes vivint sols i 47 dones vivint soles), 98 parelles sense fills, 67 parelles amb fills i 23 famílies monoparentals amb fills.
La població ha evolucionat segons el següent gràfic:
Habitants censats

### Habitatges
El 2007 hi havia 372 habitatges, 273 eren l'habitatge principal de la família, 79 eren segones residències i 20 estaven desocupats. 354 eren cases i 15 eren apartaments. Dels 273 habitatges principals, 213 estaven ocupats pels seus propietaris, 58 estaven llogats i ocupats pels llogaters i 2 estaven cedits a títol gratuït; 2 tenien una cambra, 15 en tenien dues, 48 en tenien tres, 93 en tenien quatre i 116 en tenien cinc o més. 224 habitatges disposaven pel capbaix d'una plaça de pàrquing. A 119 habitatges hi havia un automòbil i a 137 n'hi havia dos o més.

### Piràmide de població
La piràmide de població per edats i sexe el 2009 era:
| Homes | Edats   | Dones |
| ----- | ------- | ----- |
| 0     | 95 o +  | 4     |
| 8     | 90 a 94 | 12    |
| 12    | 85 a 89 | 12    |
| 4     | 80 a 84 | 24    |
| 28    | 75 a 79 | 24    |
| 20    | 70 a 74 | 20    |
| 44    | 65 a 69 | 24    |
| 16    | 60 a 64 | 16    |
| 4     | 55 a 59 | 8     |
| 16    | 50 a 54 | 4     |
| 4     | 45 a 49 | 16    |
| 36    | 40 a 44 | 28    |
| 24    | 35 a 39 | 24    |
| 8     | 30 a 34 | 16    |
| 8     | 25 a 29 | 12    |
| 16    | 20 a 24 | 12    |
| 20    | 15 a 19 | 12    |
| 32    | 10 a 14 | 16    |
| 16    | 5 a 9   | 24    |
| 20    | 0 a 4   | 20    |

## Economia
El 2007 la població en edat de treballar era de 384 persones, 271 eren actives i 113 eren inactives. De les 271 persones actives 249 estaven ocupades (144 homes i 105 dones) i 22 estaven aturades (11 homes i 11 dones). De les 113 persones inactives 54 estaven jubilades, 30 estaven estudiant i 29 estaven classificades com a «altres inactius».

### Ingressos
El 2009 a Frontenaud hi havia 274 unitats fiscals que integraven 641 persones, la mediana anual d'ingressos fiscals per persona era de 15.730 €.

### Activitats econòmiques
Dels 26 establiments que hi havia el 2007, 1 era d'una empresa alimentària, 1 d'una empresa de fabricació d'altres productes industrials, 4 d'empreses de construcció, 3 d'empreses de comerç i reparació d'automòbils, 2 d'empreses de transport, 2 d'empreses d'hostatgeria i restauració, 1 d'una empresa d'informació i comunicació, 2 d'empreses immobiliàries, 4 d'empreses de serveis, 2 d'entitats de l'administració pública i 4 d'empreses classificades com a «altres activitats de serveis».
Dels 5 establiments de servei als particulars que hi havia el 2009, 1 era un paleta, 1 fusteria, 1 lampisteria i 2 agències immobiliàries.
L'únic establiment comercial que hi havia el 2009 era una fleca.
L'any 2000 a Frontenaud hi havia 21 explotacions agrícoles que ocupaven un total de 600 hectàrees.

## Equipaments sanitaris i escolars
El 2009 hi havia una escola elemental integrada dins d'un grup escolar amb les comunes properes formant una escola dispersa.

## Poblacions més properes
El següent diagrama mostra les poblacions més properes.